# Peter Holm (amtmand)
 Der er flere personer med dette navn, se Peter Holm.
 Peter Holm (1733-26. maj 1817) var en dansk-norsk amtmand.
Peter Holm blev formentlig født i Nyborg og var søn af Stads- og Garnisonskirurg sammesteds Thomas Nicolai Holm og Cathrine Lucie født von Lengerchen. Han blev juridisk kandidat fra Københavns Universitet i 1751, assessor i Hofretten i København i 1757, auskultant i General- Landøkonomi- og Kommercekollegiet i 1761, kommitteret sammesteds i 1764, justitsråd i 1767 og samme år amtmand i Nordlandene i Norge, 1771 amtmand i Bratsberg Amt og 1773 i Lister og Mandals Amt, 1780 blev han etatsråd. Han entledigedes som amtmand fra 1. januar 1806 med fuld gage og døde i Christianssand 1817.
Han har skrevet en værdifuld beskrivelse over Lister og Mandals Amt, der er trykt i Topografisk Journal bind II-V, samt efterladt betydelige samlinger til et dansk-norsk adelsleksikon, der nu bevares i Universitetsbiblioteket i Oslo.
Af det genealogiske og heraldiske Selskab var han medlem fra dets stiftelsesår 1777, og da dette i 1810 blev slået sammen med Det kongelige danske Selskab for Fædrelandets Historie blev han også optaget som medlem af dette.
Han blev i 1768 gift med Sara Hornemann (født 22. maj 1745 død 1794), datter af Assessor Henrik Carstensen Hornemann til Rejnskloster og Sara født Hammond.